# Zuid-Afrikaans–Oekraïense betrekkingen
Zuid-Afrikaans–Oekraïense betrekkingen verwijst naar de huidige en historische betrekkingen tussen Zuid-Afrika en Oekraïne. Zuid-Afrika richtte in oktober 1992 een ambassade op in Kiev, terwijl Oekraïne in 1995 een ambassade in Pretoria oprichtte.

## Russisch-Oekraïense oorlog
Zuid-Afrika heeft vermeden kritiek te leveren op de Russische annexatie van de Krim in 2014 en pleitte in plaats daarvan voor solidariteit tussen de BRICS-landen.
Hoewel Zuid-Afrika aanvankelijk kritisch stond tegenover de Russische invasie van Oekraïne, probeerde het de vriendschappelijke betrekkingen met Rusland te herstellen en te onderhouden. President Ramaphosa verklaarde dat Zuid-Afrikanen "in het algemeen" het neutrale standpunt van de Zuid-Afrikaanse regering ten aanzien van de oorlog steunen.
Zuid-Afrika was een van de 35 landen die zich onthielden van stemming over een veroordeling door de Verenigde Naties van de Russische invasie van het land, een standpunt dat de Oekraïense ambassadeur in Zuid-Afrika, Liubov Abravitova, omschreef als ‘raadselachtig’, ‘onaanvaardbaar’ en ‘alarmerend’. De genoemde ambassadeur verklaarde later dat haar land het moeilijk vond om met de Zuid-Afrikaanse regering over deze kwestie in gesprek te gaan vanwege een aanhoudende goede wil jegens Rusland, waarbij ze de hulp van de Sovjet-Unie aan de anti-apartheidsbeweging als reden noemde, iets wat volgens het regerende Afrikaans Nationaal Congres (ANC) door Rusland wordt geleverd.
Op 20 april 2022 bespraken de Zuid-Afrikaanse president Cyril Ramaphosa en de Oekraïense president Volodymyr Zelensky de oorlog, zeven weken nadat Ramaphosa de oorlog had besproken met de Russische president Vladimir Poetin.De tijdsduur tussen Ramaphosa's gesprekken met de twee en de gerapporteerde problemen die de Oekraïners hadden bij het organiseren van de bijeenkomst was reden tot controverse.
Een ontwerpresolutie uit maart 2022 die door Zuid-Afrika aan de Verenigde Naties werd gepresenteerd, werd door Oekraïne bekritiseerd omdat het Rusland bevoordeelde zonder Oekraïne te raadplegen. In deze ontwerpresolutie werd elke vermelding weggelaten van de agressieve acties van Rusland jegens Oekraïne. In plaats daarvan werd een door Frankrijk en Mexico voorgestelde alternatieve resolutie aangenomen waarin Rusland expliciet als agressor werd genoemd.

### Reactie in de West-Kaap.

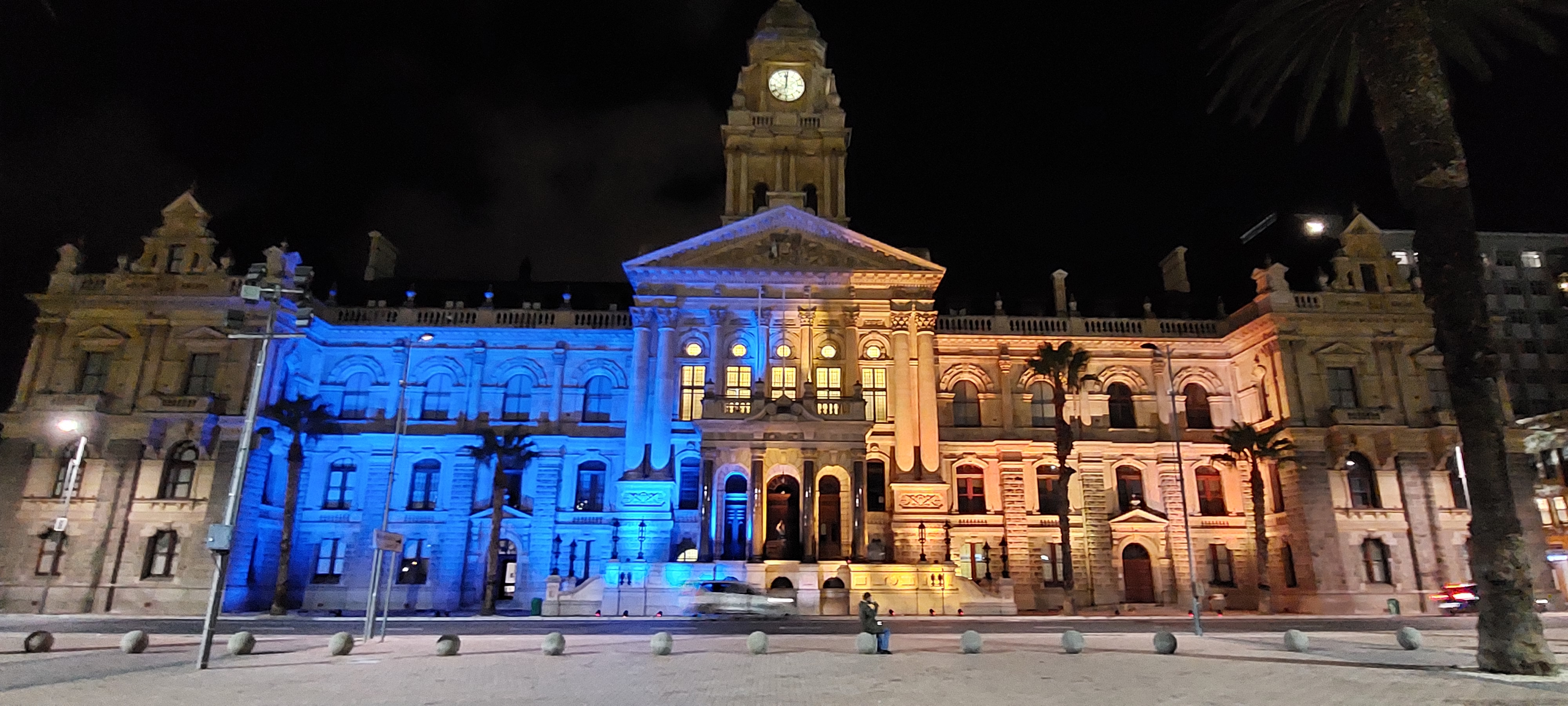
Ondanks het standpunt van de Zuid-Afrikaanse regering over de Russische invasie, werd het stadhuis van Kaapstad verlicht in de kleuren van de Oekraïense vlag om de solidariteit van de stad met Oekraïne te tonen.

Binnenlands was het standpunt van de Zuid-Afrikaanse regering controversieel onder haar burgers. De regering van de West-Kaap (onder leiding van de oppositiepartij Democratische Alliantie) verlichtte de provinciale overheidsgebouwen en het stadhuis van Kaapstad met het blauw en goud van de Oekraïense vlag ter ondersteuning van het land. De burgemeester van Kaapstad, Geordin Hill-Lewis, beloofde op 2 maart zijn steun aan de stad Kiev en heel Oekraïne tijdens de oorlog. Hij riep de regering van zijn land, maar ook regeringen wereldwijd, op om "meer te doen om de vrede te herstellen en een einde te maken aan de ongeprovoceerde en illegale agressie tegen het Oekraïense volk." Naar verluidt waren de ANC- en Al Jamah-ah-partijen tegen de verlichtingsceremonie in het stadhuis.
Het provinciale kabinet van de West-Kaap nam later een resolutie aan waarin de Russische inval ter ondersteuning van Oekraïne werd veroordeeld, evenals de repressie van protesten binnen Rusland tegen de oorlog. De veroordeling hield ook een boycot in van de evenementen of bijeenkomsten die door de Russische ambassade en consulaten werden georganiseerd. Ook weigerden ze hen uit te nodigen voor de eigen evenementen of bijeenkomsten van de regering van de West-Kaap.
Nadat er een arrestatiebevel voor Poetin was uitgevaardigd na de invasie, kondigde de regering van de West-Kaap aan dat als Poetin de provincie zou betreden, de provinciale politie hem zou arresteren. Dit was in strijd met de nationale regering, die Poetin had uitgenodigd om later in 2023 een BRICS-conferentie in Zuid-Afrika bij te wonen.

### Afrikaanse vredesmissie
Op 16 juni 2023 bezocht Cyril Ramaphosa Kiev, het eerste bezoek van een Zuid-Afrikaanse leider als onderdeel van de Afrikaanse vredesmissie naar Oekraïne.

## Economie
In 2008 stond Zuid-Afrika op de tweede plaats (na Ghana) van alle Afrikaanse landen wat betreft de export van producten naar Oekraïne. In dat jaar was de handel tussen de twee landen 5,4 keer zo groot geworden, tot $375,1 miljoen dollar. In 2021 exporteerde Zuid-Afrika goederen ter waarde van 434,83 miljoen rand ($ 28,98 miljoen) en importeerde het ter waarde van 730,10 miljoen rand ($ 48,67 miljoen) aan goederen van en naar Oekraïne.